# Slomy
Slomy (ros. Слёмы) – przystanek kolejowy przy osiedlu dacz, w rejonie rybnieńskim, w obwodzie riazańskim, w Rosji. Położony jest na linii Moskwa – Riazań. Najbliższą miejscowością jest Iwaszkowo.